# Achalcus thoracicus
Achalcus thoracicus är en tvåvingeart som först beskrevs av Philippi 1865.  Achalcus thoracicus ingår i släktet Achalcus och familjen styltflugor. Inga underarter finns listade i Catalogue of Life.